# Sascha Knobel
Sascha Knobel (10 luglio 1994) è un giocatore di football americano svizzero che gioca nel ruolo di centro per i Sankt Gallen Bears.
Suo fratello Marco è suo compagno di reparto.